# Меровінзьке мистецтво

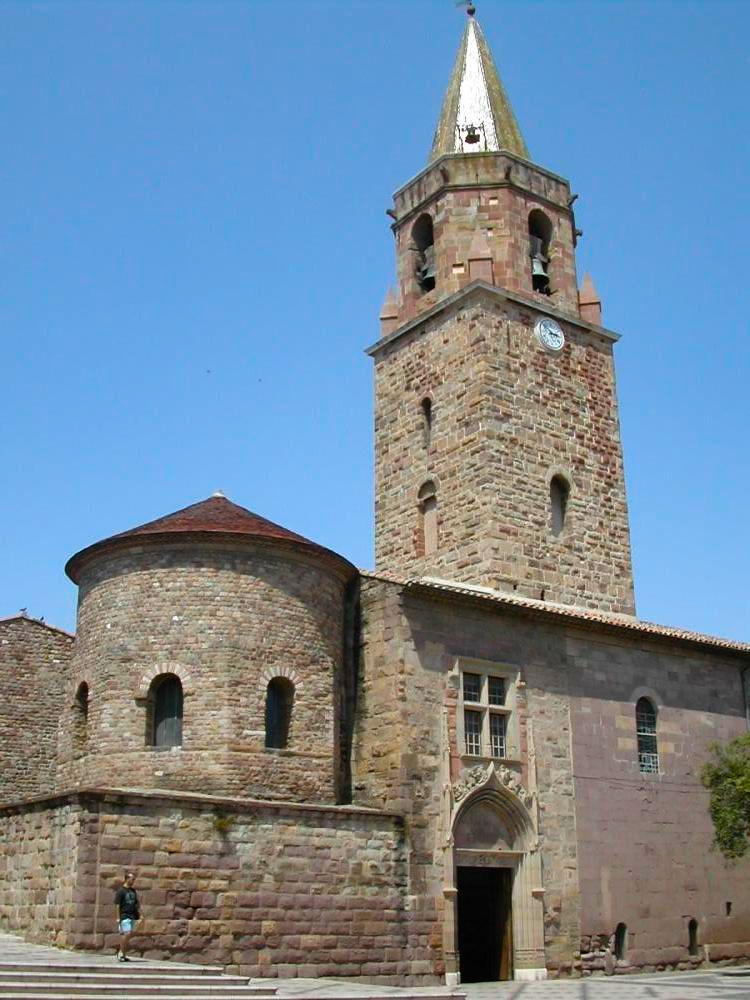
Баптистерій собору Святого Леонса в Фрежусі

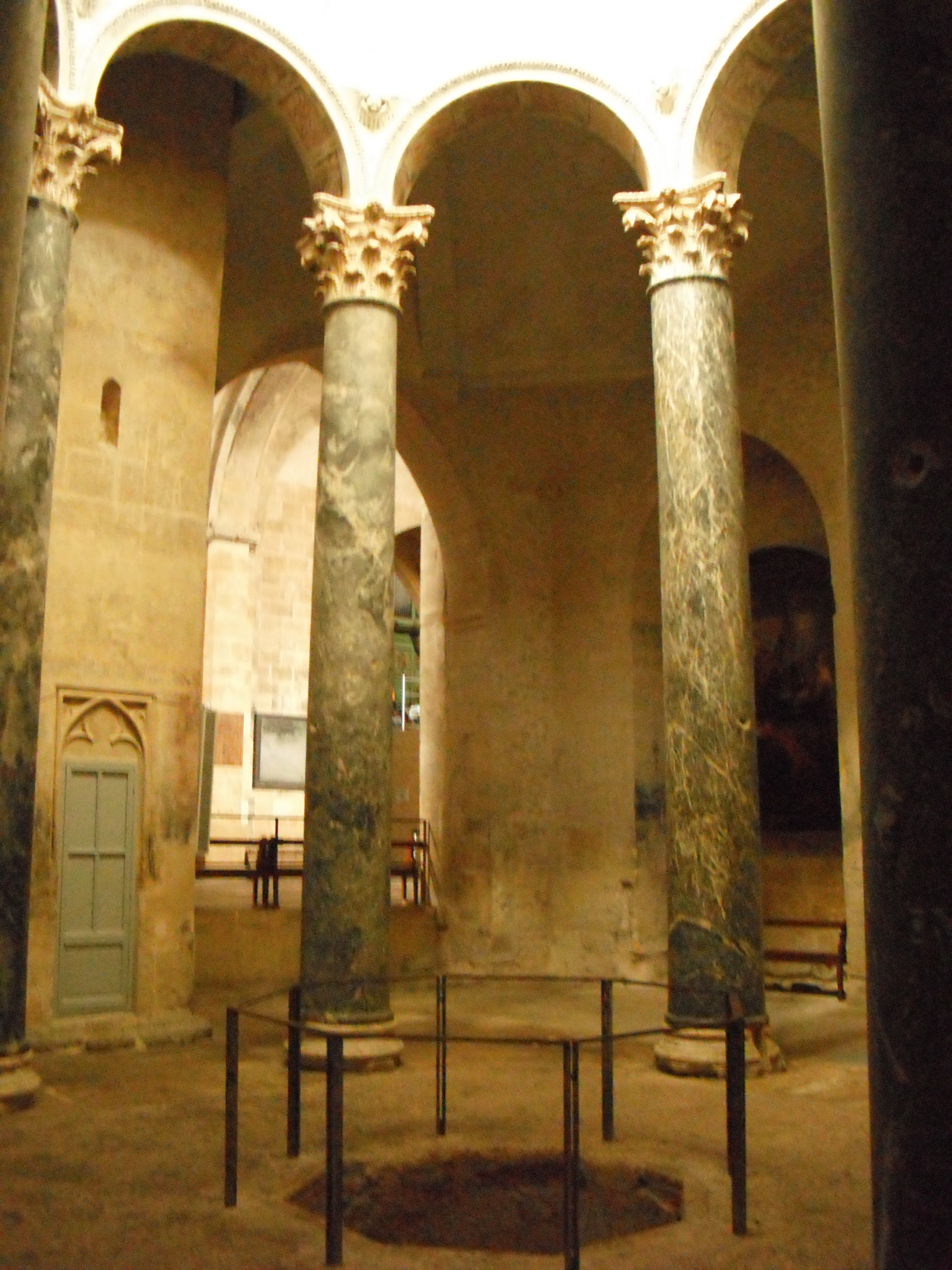
Баптистерій собору Святого Спасителя в Екс-ан-Прованс

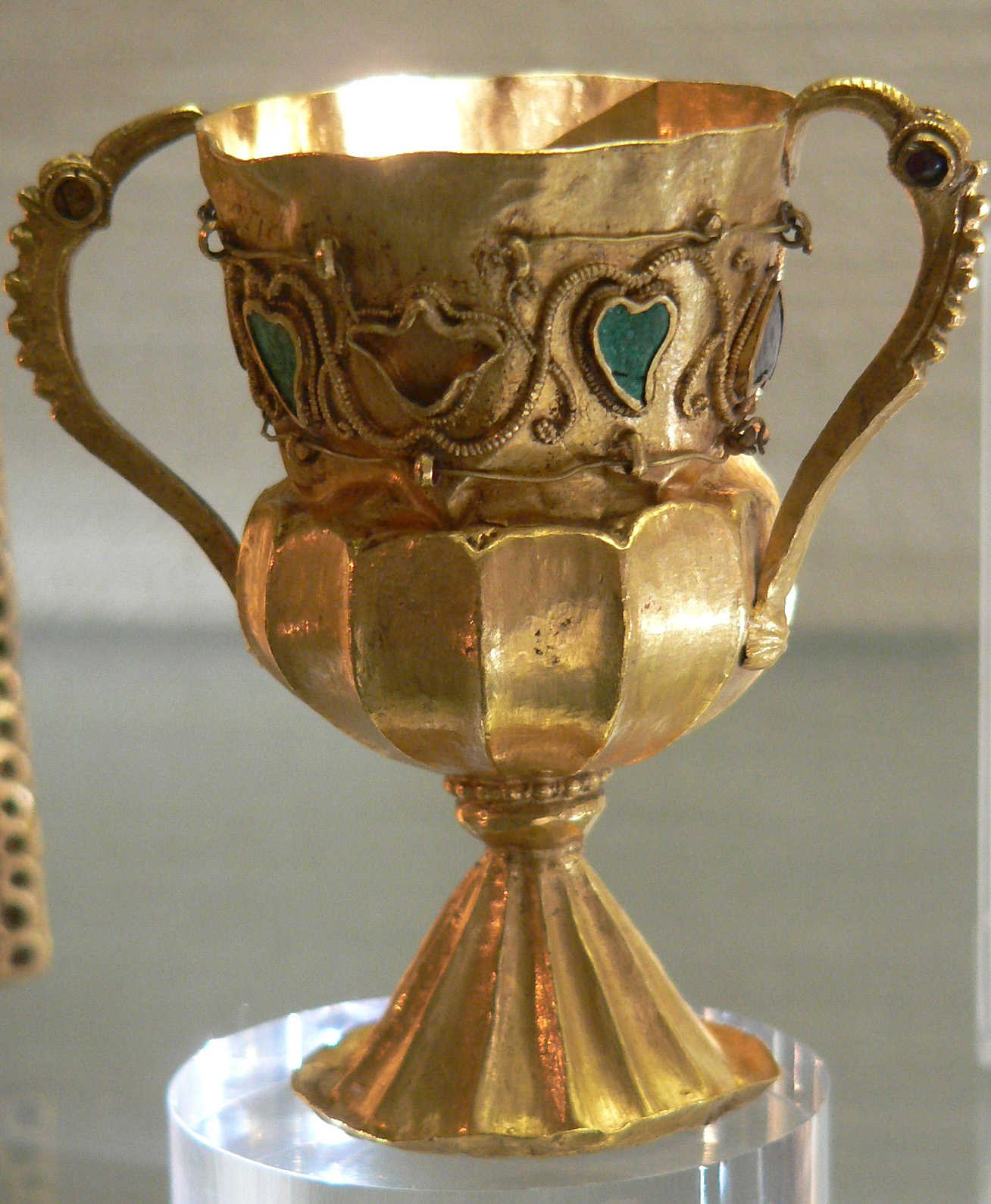
Золотий потир з Гурдонського скарбу

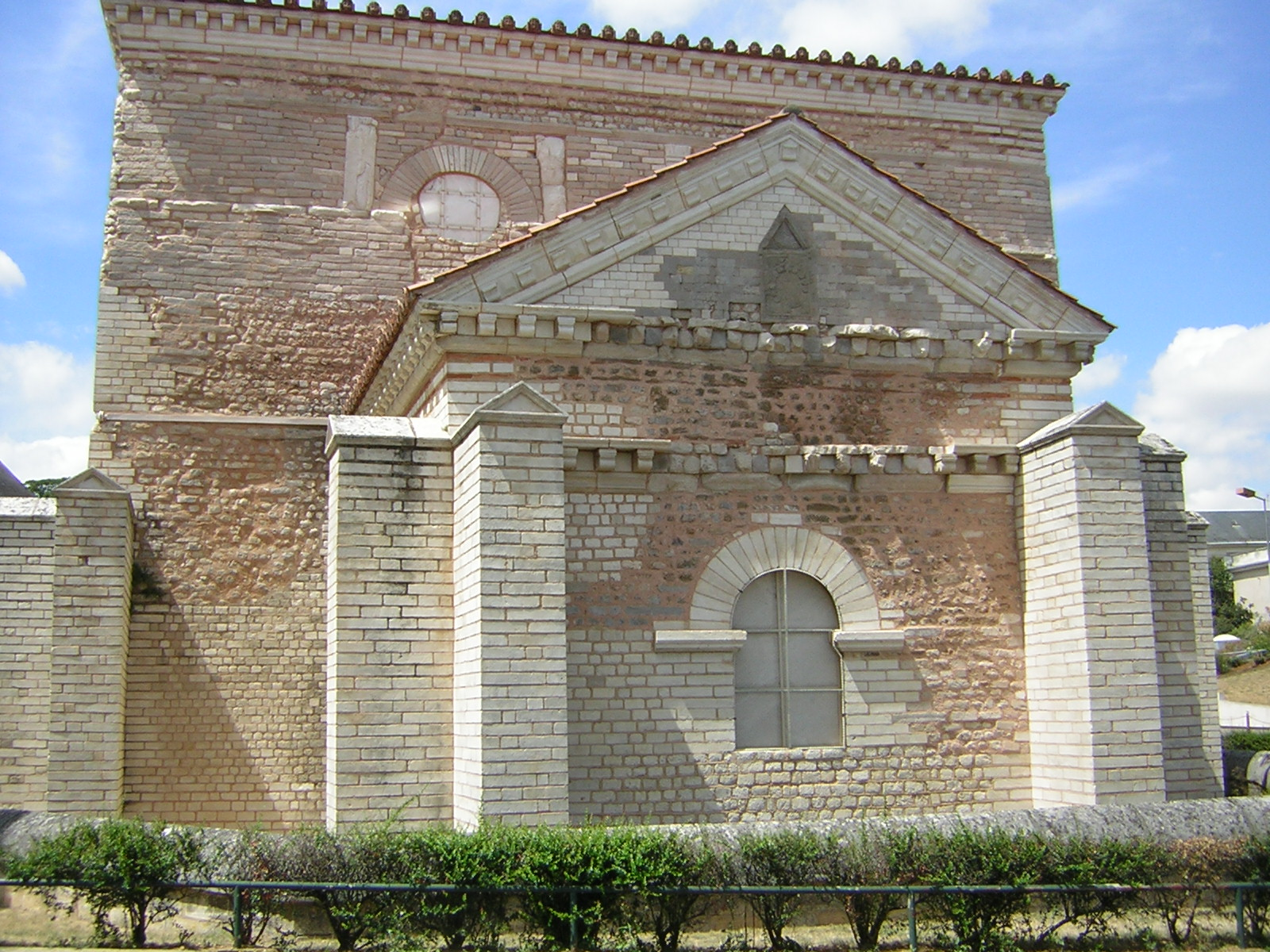
Баптистерій Святого Івана Хрестителя в Пуатьє

Меровінзьке мистецтво — це мистецтво франкської династії Меровінгів, яка правила з V по VIII сторіччя на території сучасної Франції, Бенелюксу та частини Німеччини.
Встановлення династії Меровінгів у Галлії у V сторіччі призвело до важливих змін у мистецтві. Скульптура відкотилася назад майже до просто техніки прикрашення саркофагів, вівтарів та церковних меблів. Натомість, в роботі по золоту та новому виді мистецтва — ілюмінуванні манускриптів, відбулась інтеграція «варварського» тваринного стилю оздоблення з мотивами пізньої античності та іншими запозиченнями аж до Сирії чи Ірландії, що врешті-решт і утворили мистецтво Меровінгів.

## Архітектура
Об'єднання Франкського королівства під владою Хлодвіга І (465–511) та його нащадками збіглося з потребою будівництва церков, особливо монастирських, оскільки їх вбачали оплотом меровінзької церкви. Плани церковних будівель часто продовжували традицію римських базилік, однак отримували вплив з різних усюд, навіть Сирії та Вірменії. На сході королівства більшість будівель була дерев'яна, а от використання каменю для важливих будівель було більш поширене на заході та півдні, які були завойовані королівством пізніше. Звичайно, більшість основних соборів і церков протягом століть була перебудована і не раз, однак археологія дозволила реконструювати багато меровінзьких планів будівель. Опис у творі єпископа Григорія Турського «Історія франків» базиліки Святого Мартіна, що була побудована в Турі Святим Перпетусом (єпископ 460–490) на початку меровінзького періоду на той час на околиці франкської території, примушує жалкувати, що споруда не збереглася. За його описом це була одна з найкрасивіших меровінзьких будівель, що мала 120 мармурових колон, башти на східній стороні та декілька мозаїк.
«Базиліка Святого Мартіна давала вертикальний наголос і комбінацію блоків, що формували складний внутрішній простір, і відповідно багатий зовнішній силует, — все, що потім стало особливостями романського стилю».
Одна з рис базиліки Святого Мартіна, яка стала особливістю франкської церковної архітектури, — це розміщення саркофагу або релікварію святого на постаменті, щоб він був видимий поза вівтарем, деколи в апсиді. Римська традиція не знала таких франкських інновацій. Церква Святого Петра у французькому В'єнні) — єдиний приклад будівлі, що зберіг ці риси до нашого часу. Ряд інших будівель, що за описами мали ці риси, однак зараз втрачені, включають меролінзькі фундаменти абатства Сен-Дені, церкви Святого Гереона в Кельні та абатства Сен-Жермен-де-Пре в Парижі.
До наших часів збереглися декілька невеликих будівель, особливо баптистеріїв, які вийшли з моди та не перебудовувались. В прованських Екс-ан-Прованс, Р'є та Фрежусі збереглися три октогональні баптистерії, кожен накритий куполом, поставленим на колони, що свідчить про східний вплив на них (зокрема, баптистерій в Р'є, департамент Альпи Верхнього Провансу, нагадує баптистерій Святого Георгія в Езрі, Сирія). Від прованських баптистеріїв (за винятком баптистерію в Венаску, що має план чотирилистника), дуже відрізняється Баптистерій Святого Іоанна Хрестителя в Пуатьє (VI сторіччя) має прямокутну форму з трьома апсидами по боках. Оригінальна будівля ймовірно зазнала численних змін, однак вона зберігає моронвізький характер в оздобленні (мармурових капітелях).
З численної кількості крипт (які були численні з урахуванням тогочасного культу святих) збереглися лише крипти в церкві святого Северина в регіоні Бордо, Святого Лорента в Греноблі та Жуаррського абатства (VII століття).

## Інше мистецтво

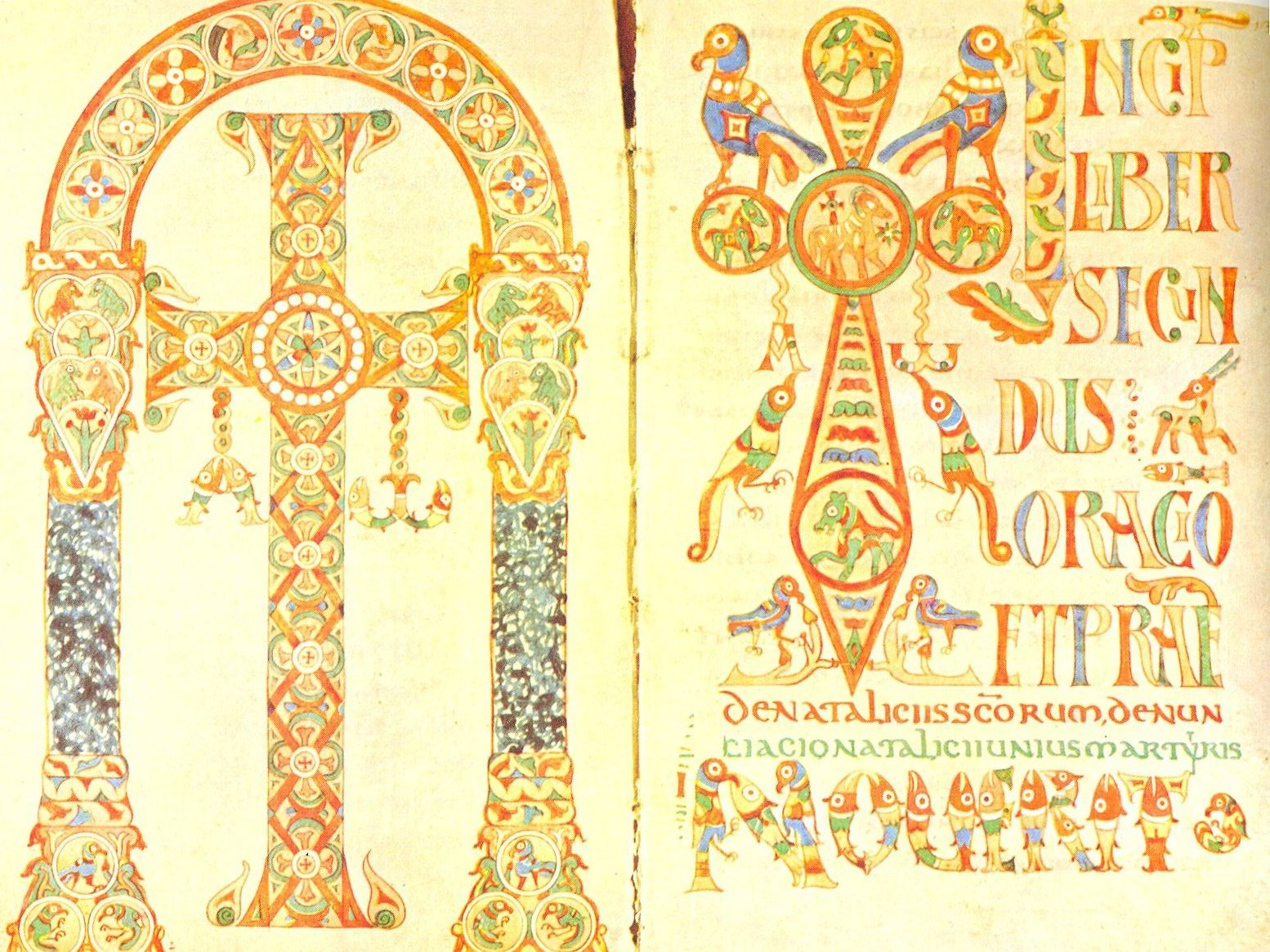
Сакраментарій Геласія. Обкладинка та перші слова (манускрипт в Ватиканській бібліотеці)

У VII сторіччі меровінзькі ремісники мали добру репутацію, наприклад їх запросили до Англії для відновлення мистецтва виробництва скла (яке було втрачено на півночі Європи після розвалу Римської імперії) та для будівництва місцевих церков. Меровінзькі каменярі широко використовували техніку opus gallicum (викарблення дірок в камінні, в які потім вставлялися дерев'яні елементи будівлі) та принесли його до Англії, а після завоювання Англії норманами, вже вони принесли цю техніку до Італії.
Збереглося дуже мало меронвізьких ілюмінованих манускриптів, з них найбільш багато оздоблений — Сакраментарій Геласія (8-ме сторіччя), що зберігається в Ватиканській бібліотеці. Він має геометричне та тваринне оздоблення, менше складне, ніж Острівне мистецтво Британських островів, але схоже на похідне від мотивів роботи по металу, з деяким впливом Пізньої Античності та Близького Сходу. Основними центрами ілюмінації манускриптів були Люксойське абатство в Бургундії та ірландська місія (пізніше її дочірнє «представництво» в абатство Корбі) в Пікардії.
Велика колекція меронвізького мистецтва до Другої світової війни існувала у Берліні та була вивезена з Німеччини радянськими військами в Росію, де перебуває і досі.

## Галерея

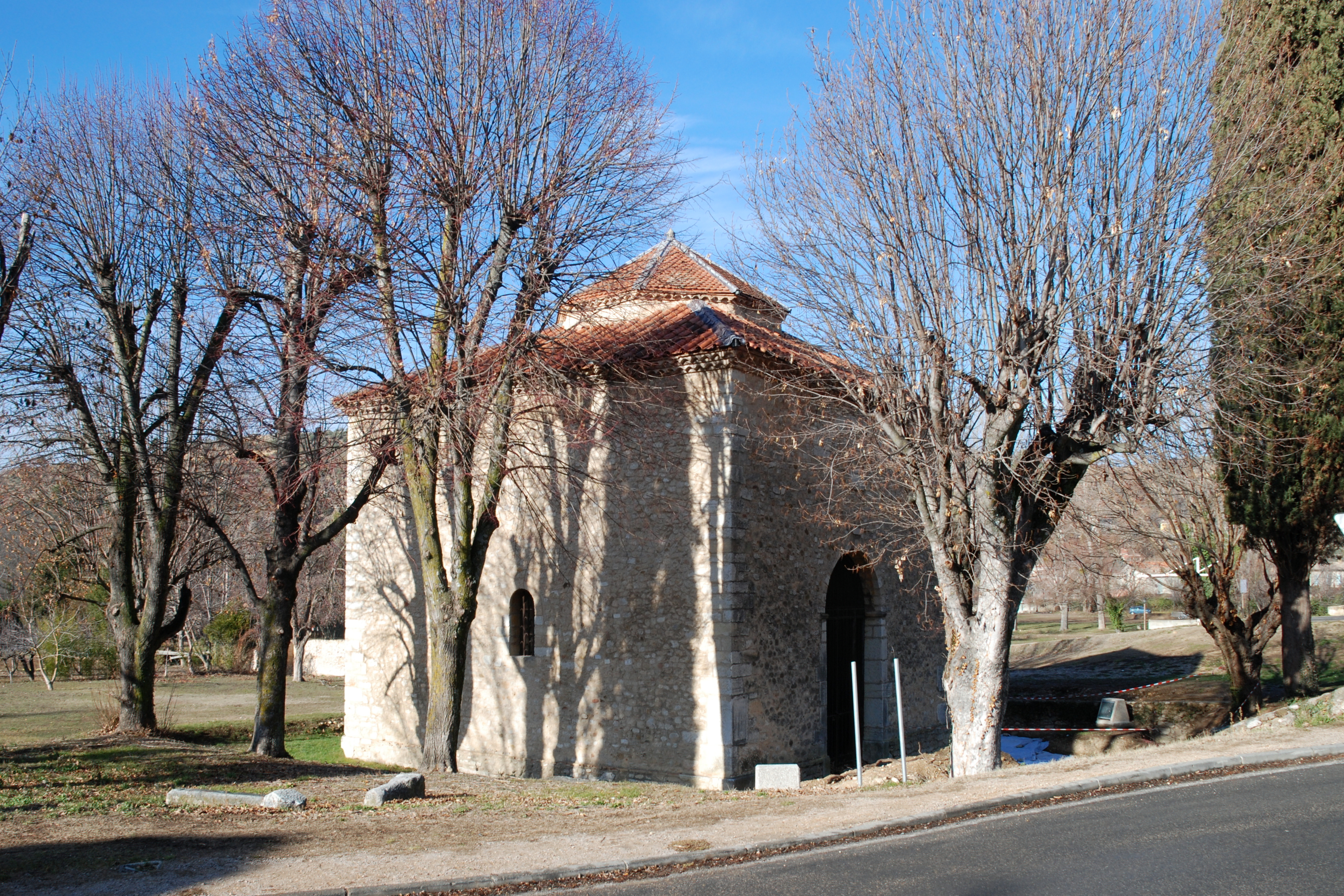
Бапристерій Р'є
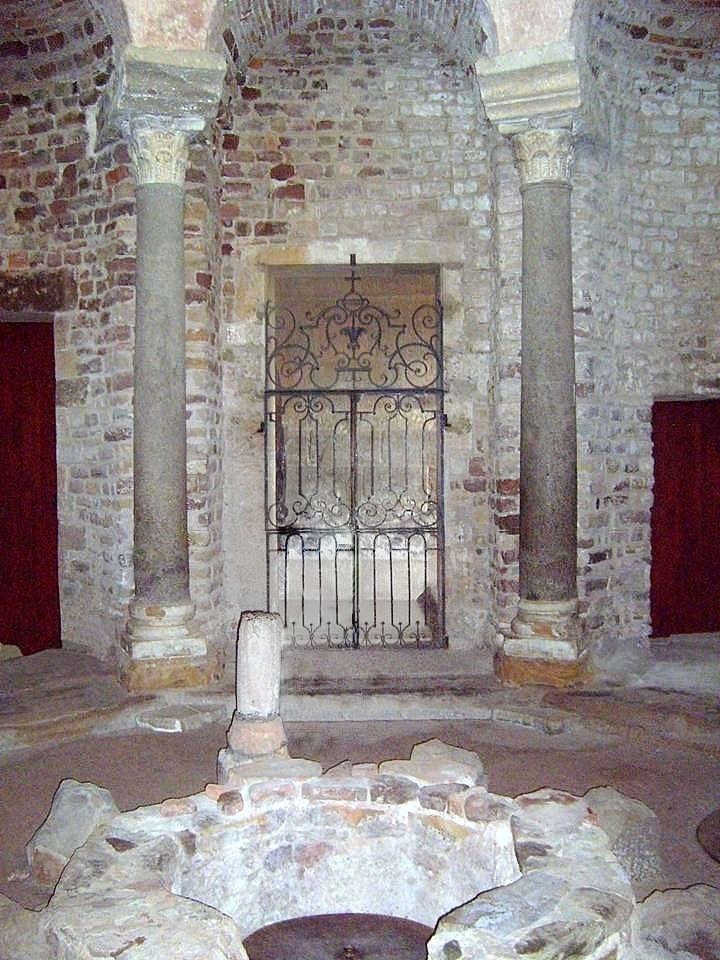
Баптистерій собору Святого Леонса у Фрежусі
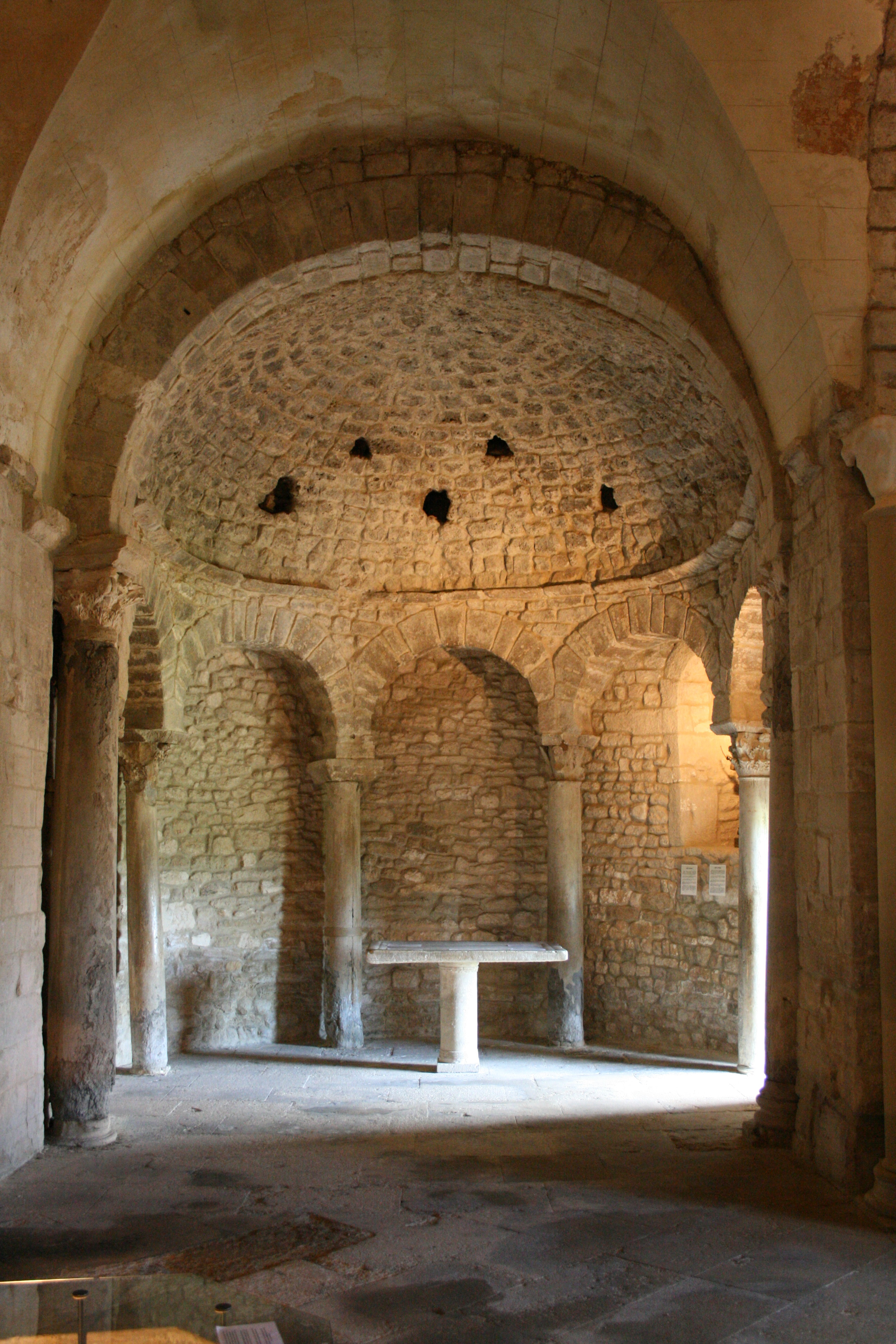
Баптистерій Святого Іоанна у Венаску
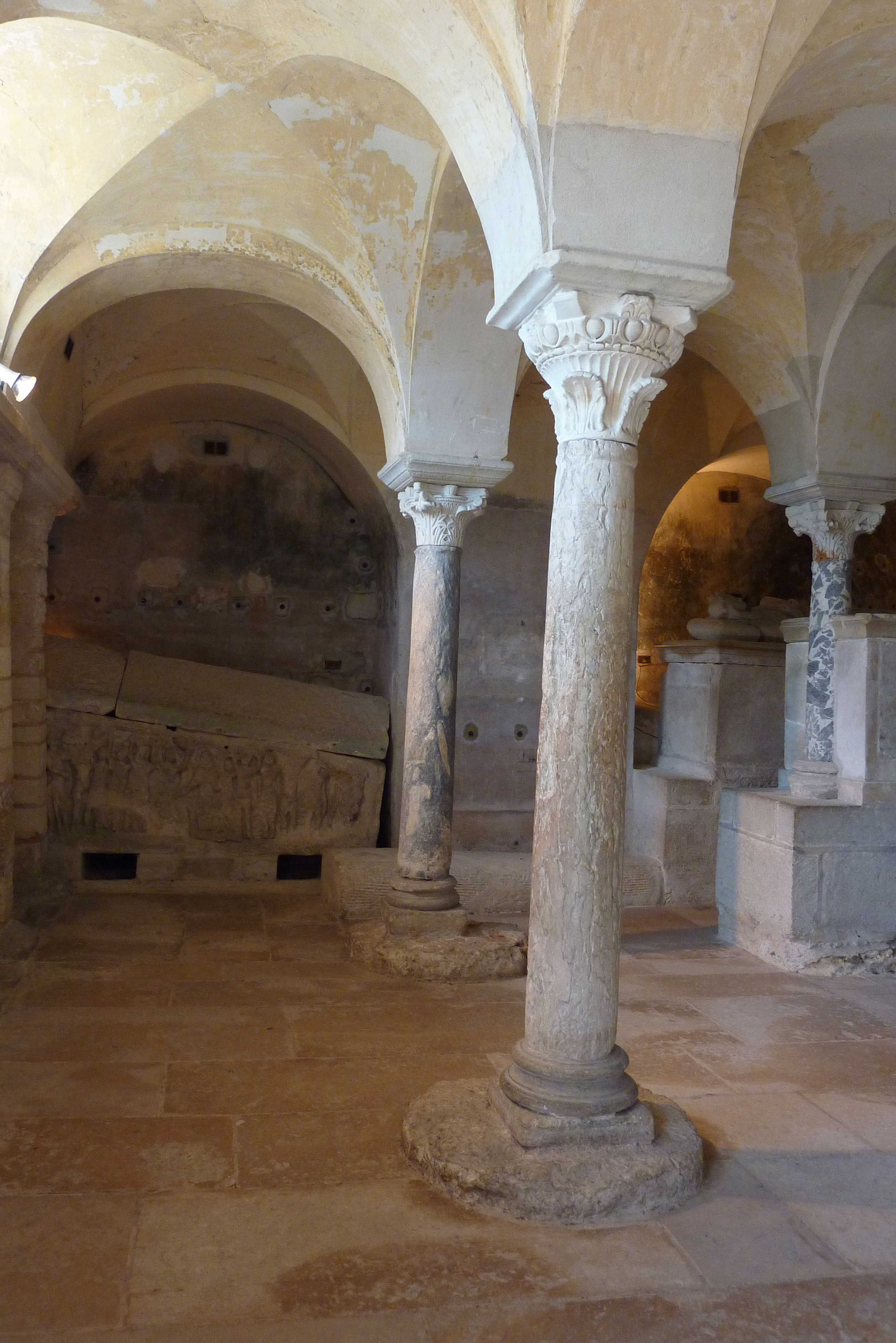
Крипта і саркофаги Жуаррського абатства
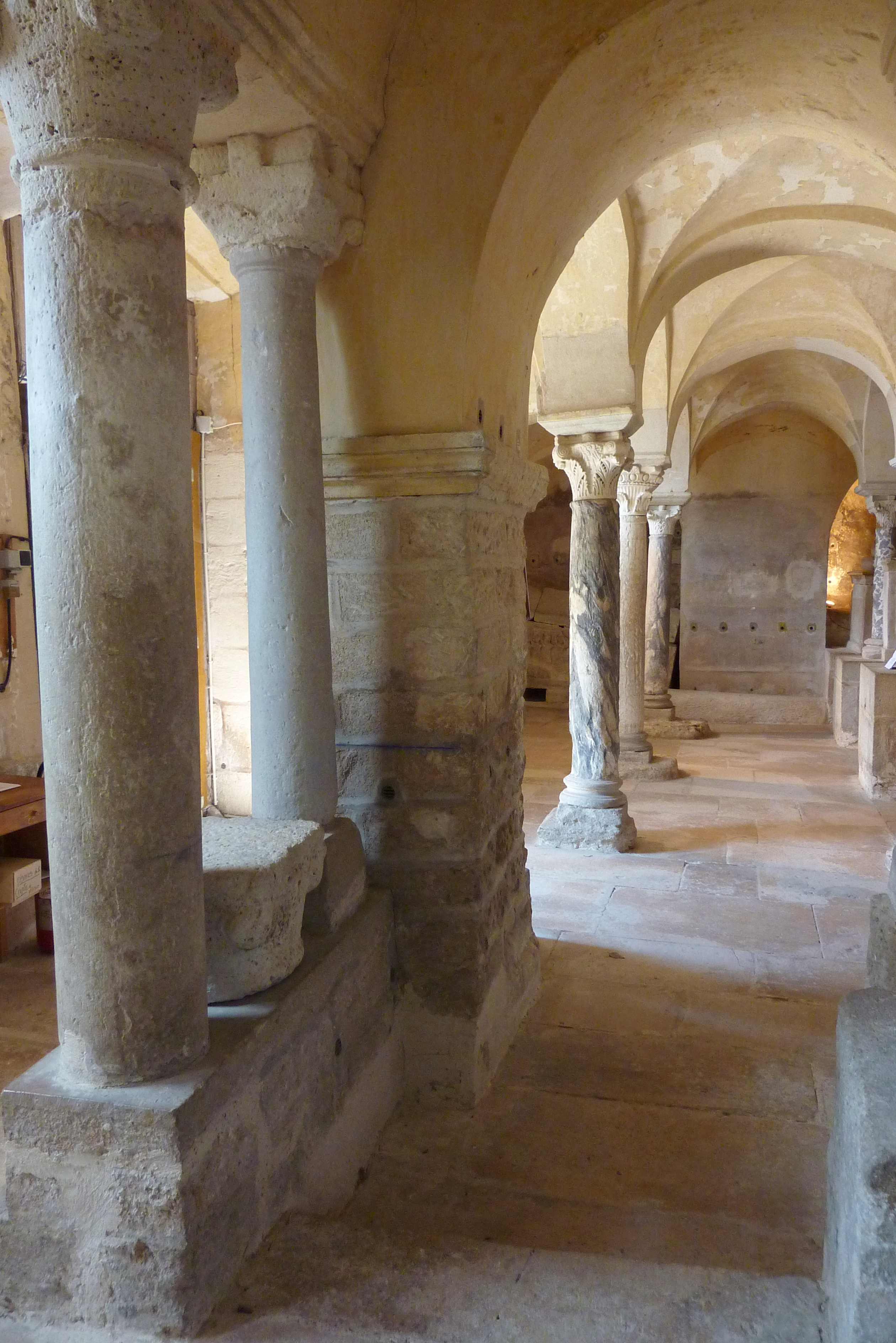
Крипта церкви Нотр-Дам у Жуаррі
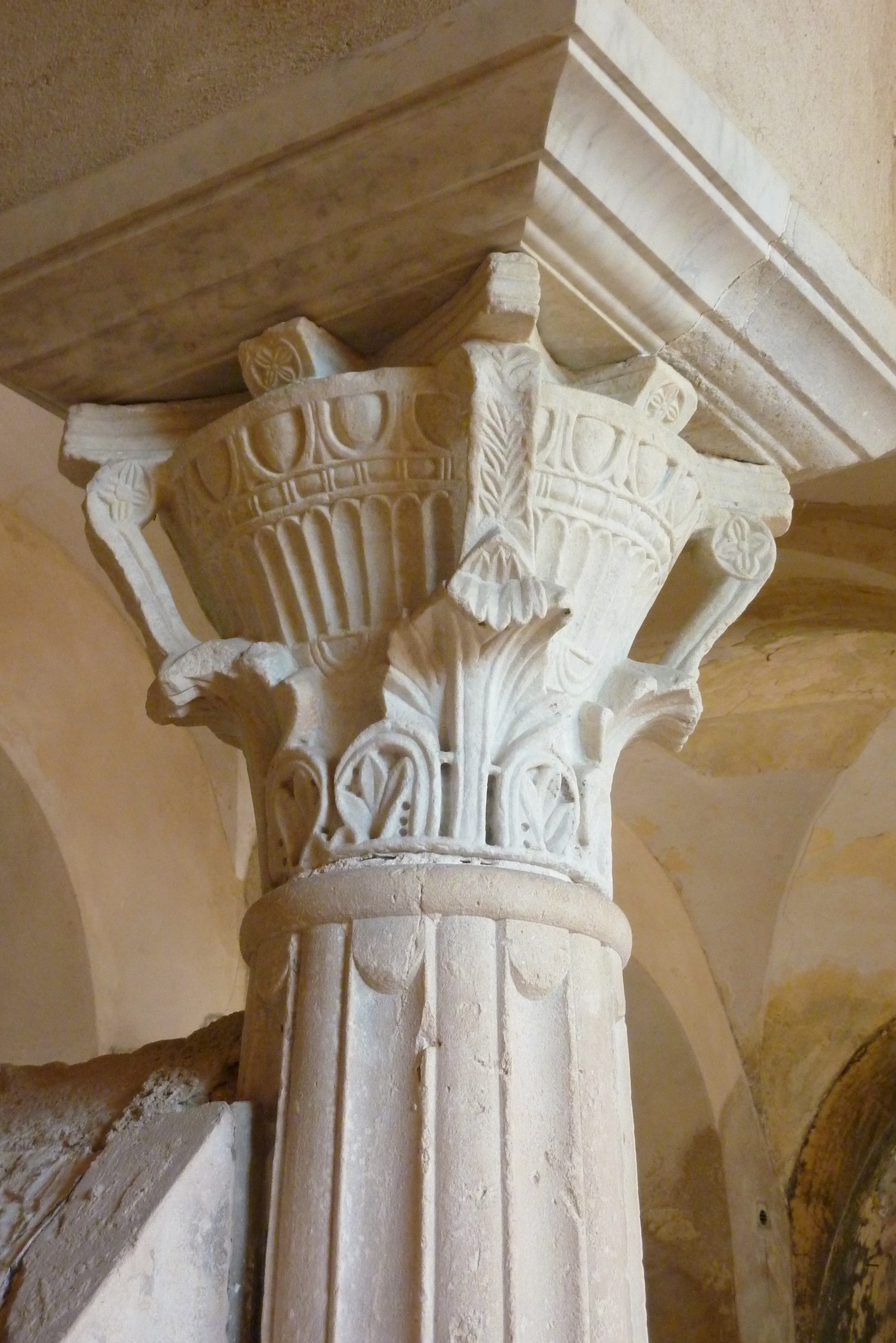
Капітель у крипті церкви Нотр-Дам у Жуаррі
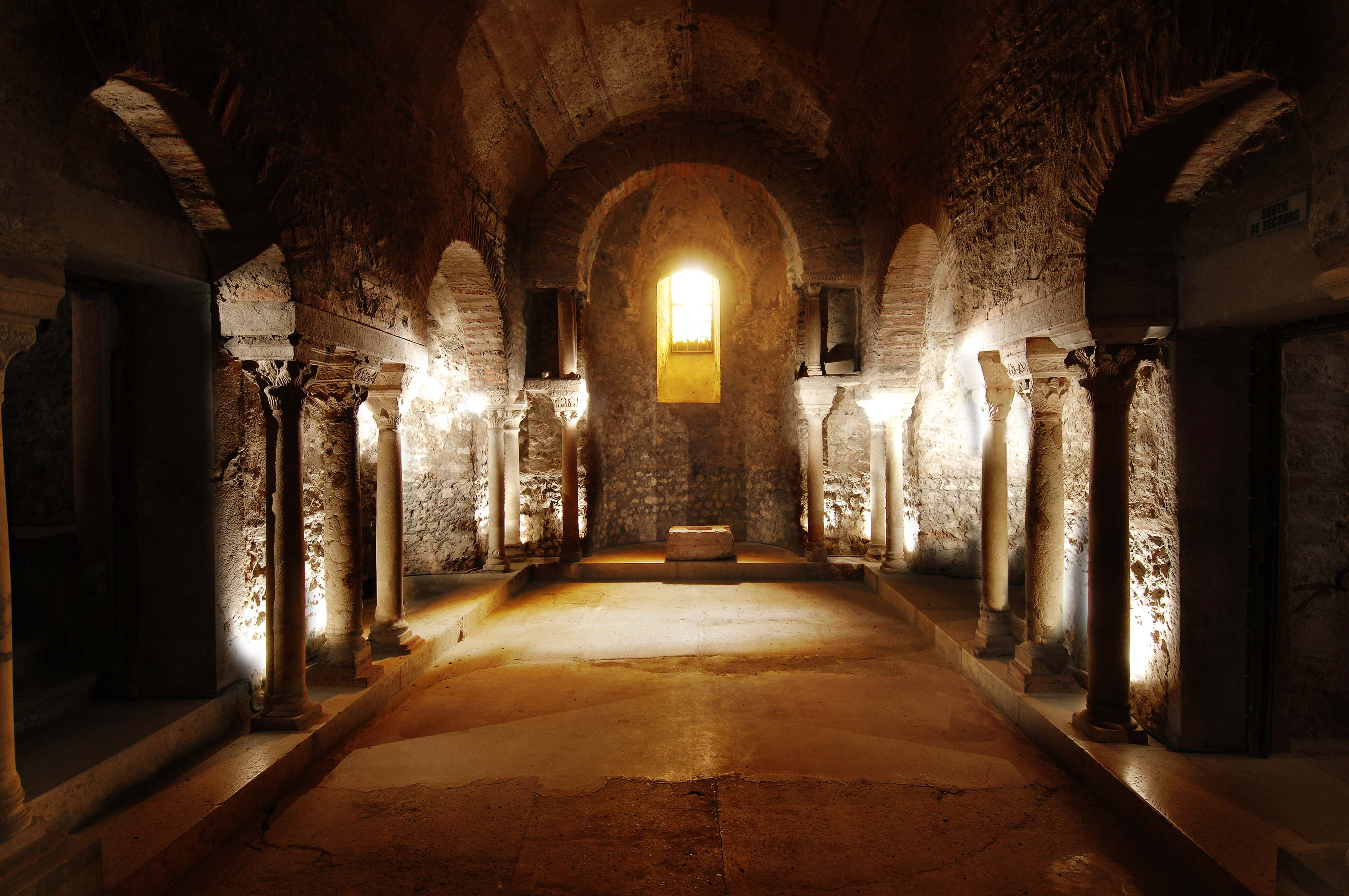
крипта в церкві Святого Лорента в Греноблі